# Elaeocarpus prunifolius
Elaeocarpus prunifolius är en tvåhjärtbladig växtart som först beskrevs av C. Mueller, och fick sitt nu gällande namn av Masters. Elaeocarpus prunifolius ingår i släktet Elaeocarpus och familjen Elaeocarpaceae. Inga underarter finns listade i Catalogue of Life.